# Marcha para o Peru de 2018
A Marcha para o Peru de 2018 é um desdobramento da crise migratória venezuelana que descreve a intensificação da chegada de um grande número de refugiados venezuelanos - seja pela Colômbia ou pelo Equador - à República do Peru devido à crise política, situação social e econômica sofrida pela Venezuela. A chegada de cidadãos venezuelanos vem se crescendo desde 2016, mas o governo peruano informou que a partir de 25 de agosto de 2018 começará a exigir um passaporte. Além disso, a marcha também está risco porque o presidente do Equador Lenín Moreno não ratificou o Cartão Andino de Imigração, que permite o trânsito livre através dos países membros da Comunidade Andina (na qual o Equador e o Peru fazem parte, assim como a Bolívia e a Colômbia).

## Percurso

### Colômbia

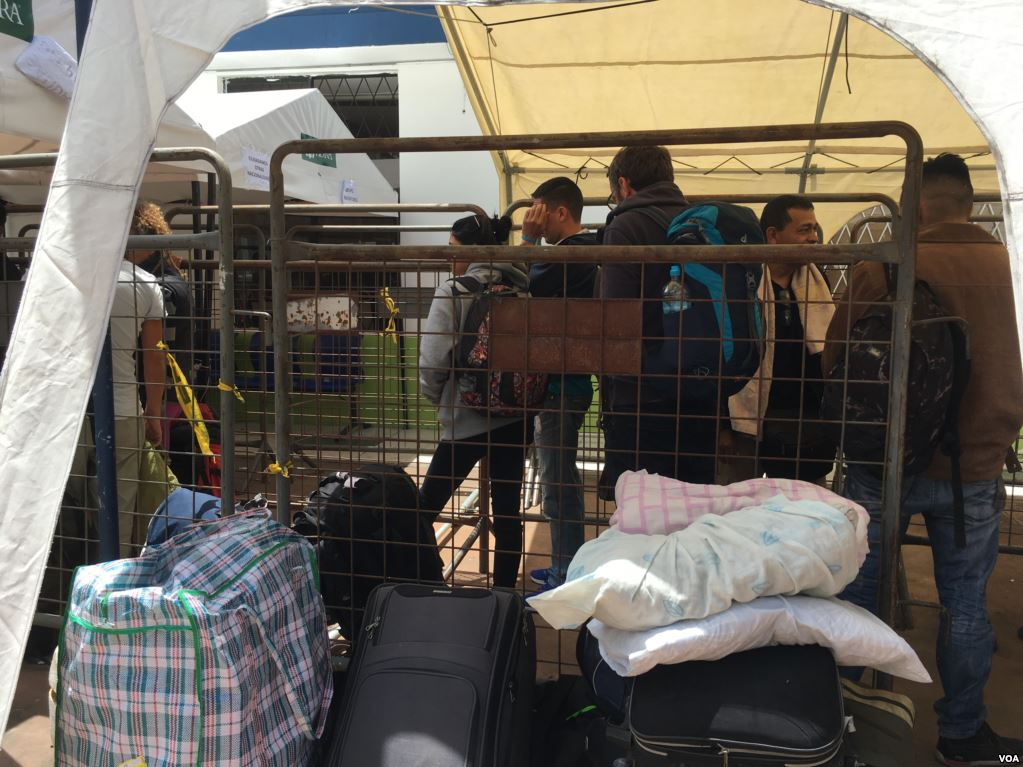
Imigrantes venezuelanos na Colômbia se registram na cidade fronteiriça de Rumichaca.

A marcha no território colombiano vai do município de Cúcuta até a cidade equatoriana de Tulcán, a uma distância de 1.500 quilômetros. Neste setor, foram registrados acampamentos de imigrantes venezuelanos nos acostamentos da Rota Nacional 25. Segundo as autoridades locais, metade dos migrantes viaja apenas com uma cédula devido à escassez de papel em seu país para imprimir o passaporte internacional.

### Equador

#### Rumichaca, primeiro setor

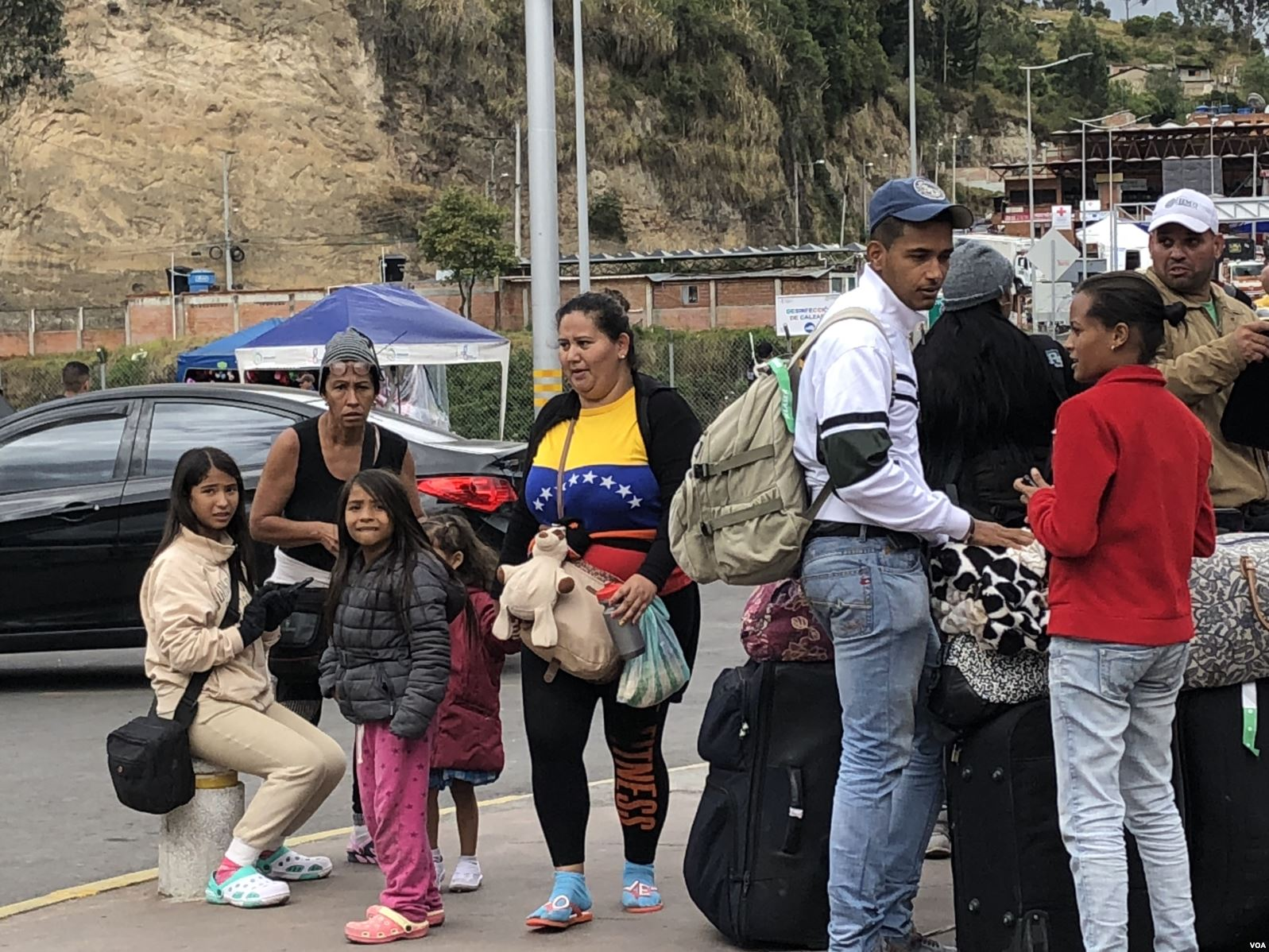
Imigrantes venezuelanos entrando no Equador.

Os venezuelanos entram através da Ponte Internacional de Rumichaca, onde as autoridades registram cerca de 4.000 pessoas por dia, o cantão mais afetado pelo fluxo de refugiados é Tulcán. Segundo estatísticas do Ministério do Interior, entre janeiro de 2017 e janeiro de 2018, entraram no Equador 350.490 venezuelanos, e de lá saíram 279.517 com rumo ao Peru.

#### Carchi e Imbabura, segundo setor
Um ponto de encontro entre os venezuelanos são as províncias equatorianas de Carchi e Imbabura, onde dezenas de imigrantes foram registrados, a maioria deles famílias com crianças de colo. No mesmo setor, as autoridades governamentais lidaram com casos de desidratação e problemas respiratórios e digestivos nos imigrantes.

#### Corredor cidadão de Pichincha
O governo provincial de Pichincha criou uma espécie de corredor humanitário civil, ao disponibilizar seis ônibus capazes de transportar 42 imigrantes cada para Huaquillas.

#### Huaquillas, último sector
No setor da fronteira entre o Equador e o Peru, há cerca de 1.500 imigrantes venezuelanos que querem atravessar para Aguas Verdes; para as autoridades equatorianas, trata-se de uma quantidade muito pequena, mas importante, pois são as pessoas que esperar entrar no Peru antes de 25 de agosto.

## Peru como país de trânsito
Para um grupo indeterminado de venezuelanos, o Peru é um país de trânsito para alcançar outros países, em particular os do Cone Sul (Argentina, Chile e Uruguai), e em menor escala Bolívia e Paraguai. No caso do Chile, o governo de Sebastián Piñera modificou em 2018 sua política de vistos para os cidadãos venezuelanos, não permitindo a mudança de status migratorio e obrigando os venezuelanos a solicitar, ainda no exterior, um visto especial e temporal de residência (Visa de Responsabilidade Democrática) para os que queiram permanecer no território chileno sem fins turísticos.